# الشركة الوطنية للبتروكيماويات
الشركة الوطنية للبتروكيماويات (بتروكيم) هي شركة مساهمة عامة سابقة، سعودية، تأسست في الرياض بتاريخ 8 ربيع الأول 1429هـ الموافق 3 مارس 2008م. واستمرت حتى 11 أبريل 2022 عندما استحوذ ت عليها شركة المجموعة السعودية للاستثمار الصناعي. كان رأس مالها قبل الاندماج 4.8 مليار ريال سعودي.تم إدراج أسهم الشركة في السوق المالية السعودية في فبراير من عام 2004. ألغي إدراجها بنهاية عمل يوم الثلاثاء الموافق 12 أبريل 2022.

## التاريخ
تأسست في تاريخ بتاريخ 8 ربيع الأول 1429هـ الموافق 3 مارس 2008م كشركة مساهمة بموجب سجل تجاري رقم 1010246363 بناءً على القرار رقم (79/ق) الصادر من وزير التجارة بتاريخ 03/03/1429هـ (الموافق 11/03/2008م) بإعلان تأسيس الشركة وبرأسمال قدره 2,200,000,000 ريال سعودي مقسمة إلى 220,000,000 سهم. في عام 2009م تم رفع رأسمال الشركة إلى 4.8 مليون ريال سعودي عن طريق اكتتاب المجموعة السعودية للاستثمار الصناعي بما مجموعه 20 مليون سهم وطرح ماتبقى من الأسهم والبالغة 240 مليون للاكتتاب العام.
يتمثل نشاط بتروكيم في تنمية وتطوير وإقامة وتشغيل وإدارة وصيانة المصانع البتروكيماوية والغاز والبترول والصناعات الأخرى وتجارة الجملة والتجزئة في المواد والمنتجات البتروكيماوية ومشتقاتها. وتقتصر ممارسة بتروكيم لهذا النشاط في الوقت الحالي على استثمارها في شركتها التابعة، شركة السعودية للبوليمرات ("السعودية للبوليمرات")، وهو المشروع الأول للشركة، وهي شركة ذات مسؤولية محدودة يبلغ رأسمالها (4.800) مليون ريال سعودي وتحمل السجل التجاري رقم 2055008886 صادر من الجبيل بتاريخ 29/11/1428هـ (الموافق لـ 9/12/2007م)، والتي سوف تنتج منتجات بتروكيماوية في مصانعها في مدينة الجبيل الصناعية..
تهدف السعودية للبوليمرات، إلى تحويل الغاز الطبيعي إلى مواد ذات قيمة عالية من خلال الاستثمار في صناعة البتروكيماويات وهذا سوف يمكن السعودية للبوليمرات من تحقيق التنوع الاقتصادي من خلال تطوير المنتجات المشتقة البتروكيماوية التي تعتمد على الغاز الطبيعي ، وزيادة التوظيف المحلي، وزيادة الاستثمارات السعودية العامة والخاصة في صناعة البتروكيماويات.

## نشاط الشركة
نشاط الشركة يتمركز في تنمية وتطوير وإقامة وتشغيل وإدارة وصيانة المصانع البتروكيماوية، حيث وضعت لنفسها قاعدة قوية متماسكة، تتمثل في تحالفها الإستراتيجي مع شريك ذو خبرة تنافسية في مجال صناعة البتروكيماويات، معززة بذلك قدراتها الفنية والاستثمارية في هذا المجال، حيث تعتبر شركة شيفرون فيليبس للبتروكيماويات حليفاً إستراتيجياً مع الشركة الوطنية للبتروكيماويات. وستمتلك الشركة الوطنية للبتروكيماويات ما نسبة 65% من أسهم شركة السعودية للبوليمرات (شركة ذات مسؤولية محدودة) تم تأسيسهما وتسجيلهما في المملكة، وتقوم بإنتاج الإثيلين، والبولي إثيلين، والهيكسين، وبولي بروبلين، والبولي ستايرين.

## تاريخ الشركة
تأسست الشركة كشركة مساهمة سعودية وفقاً لأنظمة المملكة بموجب السجل التجاري رقم 1010246363 الصادر من الرياض بتاريخ (8/3/1429 هـ ) برأس مال عند إنشائه 2,200,000,000 ريال سعودي مقسم إلى 220,000,000 سهماً عادياً بقيمة اسمية قدرها 10 ريالات سعودية للسهم الواحد. وقد تم رفع رأس مال الشركة إلى 4,800,000,000 ريال سعودي خلال عام 2009 م.

## ملف الأسهم
| رأس المال المصرح به (ريال سعودي) | عدد الأسهم المصدرة | رأس المال المدفوع (ريال سعودي) | القيمة الاسمية للسهم | القيمة المدفوعة للسهم |
| -------------------------------- | ------------------ | ------------------------------ | -------------------- | --------------------- |
| 4,800,000,000                    | 480,000,000        | 4,800,000,000                  | 10                   | 10                    |

* آخر تحديث :2015-03-03

## البيانات
| تاريخ التأسيس | تاريخ الادراج | الرمز الدولي | نهاية السنة المالية | مراجعي الحسابات       |
| ------------- | ------------- | ------------ | ------------------- | --------------------- |
| 2007/09/08    | 2009/08/08    | SA12BG50V917 | 31/12               | برايس ووتر هاوس كوبرز |

## الشركات التابعة
| اسم الشركة التابعة           | نسبة الملكية | النشاط الرئيسي | مكان العمليات | مكان التأسيس             |
| ---------------------------- | ------------ | --- | ------------- | ------------------------ |
| الشركة السعودية للبوليمرات   | 65.00%       | يتمثل نشاط الشركة السعودية للبوليمرات بإنتاج وبيع خليط وقود المحركات وزيت الوقود والإيثيلين والبروبيلين والهيكسين والبنزين والبولي ايثيلين عالي ومنخفض الكثافة والبولي بروبيلين والبولي ستايرين. | الجبيل        | المملكة العربية السعودية |
| شركة بوليمرات الخليج للتوزيع | 65.00%       | ينحصر نشاط شركة بوليمرات الخليج في تخزين وبيع البوليمرات المنتجة من قبل الشركة السعودية للبوليمرات                                                                                               | دبي           | الإمارات العربية المتحدة |

تغيرات في راس المال